# Guy d'Armen
Guy d'Armen est un écrivain français spécialisé dans les romans populaires d'aventures et de science-fiction.

## Œuvres
sous le nom de Guy d'Armen
- Les Pirates du blockhaus sous-marin, L'Intrépide, nos  809 à 823, 1926
- Les Ondes mystérieuses, L'Intrépide, nos  899 à 917, 1928
- Homme ou singe, L'Intrépide, no  912, 1928
- Au flanc du cratère du diable, L'Intrépide, no  920, 1928
- La Cité de l'or et de la lèpre, illustré par A. Vallet, Sciences et Voyages, nos  453 à 479, 1928
- Le Démon du Hoggar, Tous sans-filistes, no  20, 1928
- Les Troglodytes du mont Everest, L'Intrépide, nos  961 à 985, 1929
- L'Onde infernale, L'Intrépide, nos  1016 à 1049, 1930
- L'Homme des neiges, L'Intrépide, no  1051, 1930
- Les Géants du lac Noir, L'Intrépide, nos  1066 à 1089, 1931
- Les Rayons ultra Z, L'Intrépide, nos  1113 à 1137, 1932
- Le Secret du Frigidopolis, L'Intrépide, nos  1165 à 1189, 1933

sous le pseudonyme de Francis Annemary
- Le Semeur de cyclones, L'Intrépide, nos  1089 à 1113, 1931
- Le Mystère des perles noires, L'Intrépide, nos  1235 à 1259, 1934
- Le Secret de Bora-Bora, L'Intrépide, no  1268, 1934

### Traductions
- The City of Gold and Lepers, translated from the French by Jean-Marc & Randy Lofficier, 2004  (ISBN 978-1-932983-03-6)

## Source
- Jacques Van Herp, in Sur l'autre face du monde, R. Laffont, 1973, p. 293